# Grov fjädermossa
Grov fjädermossa (Neckera crispa) är en bladmossart som beskrevs av Hedwig 1801. Grov fjädermossa ingår i släktet fjädermossor, och familjen Neckeraceae. Arten är reproducerande i Sverige. Inga underarter finns listade i Catalogue of Life.

## Bildgalleri

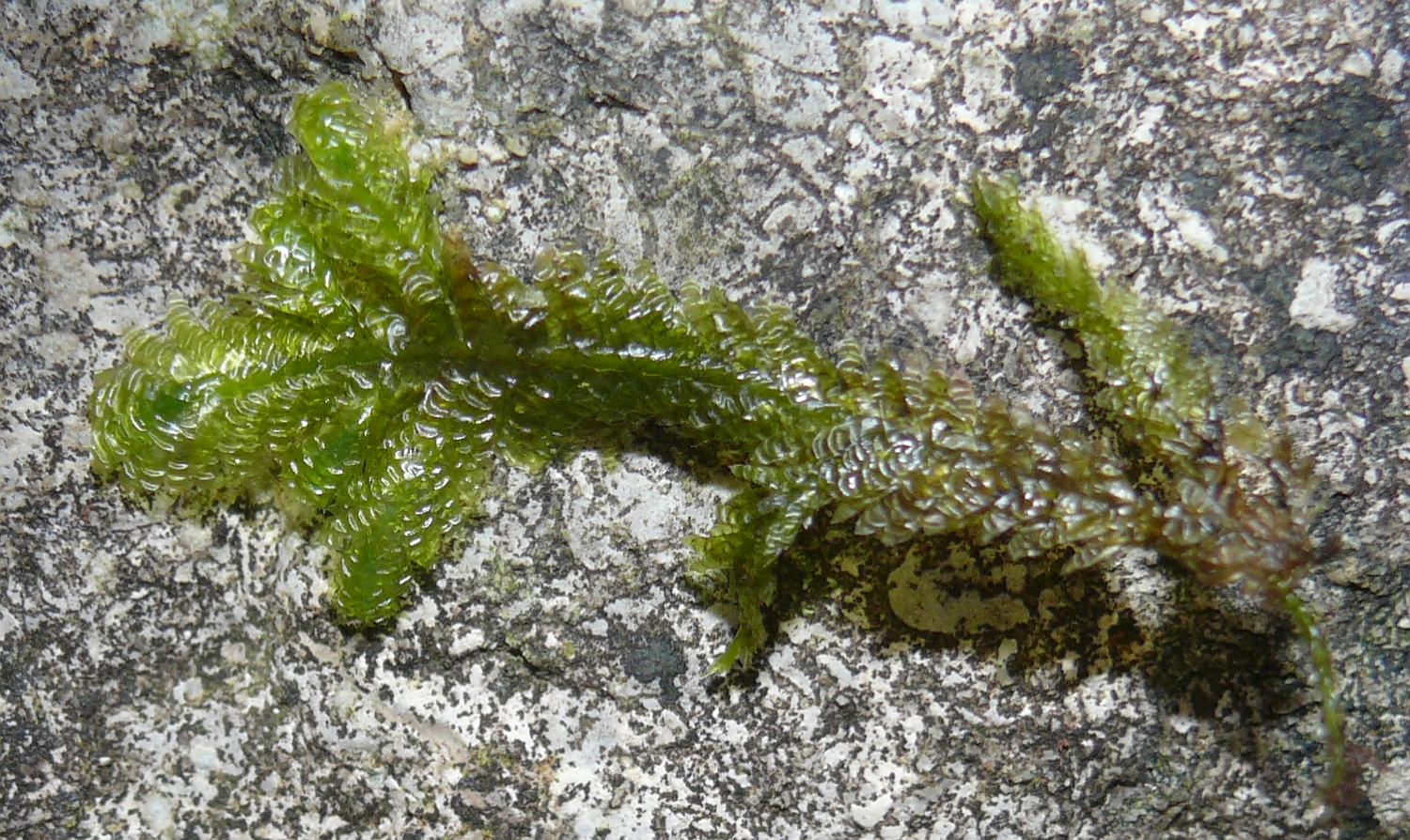
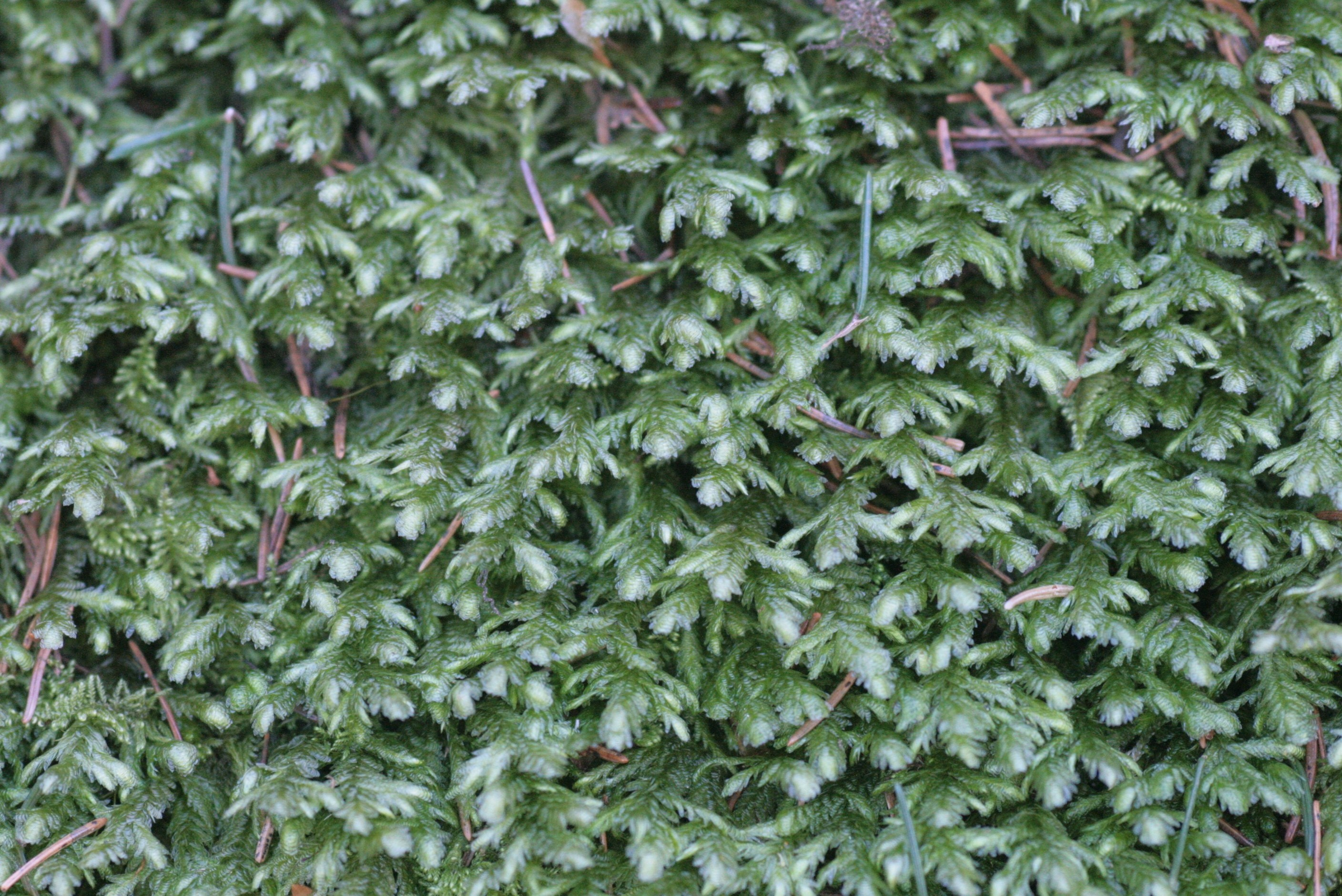
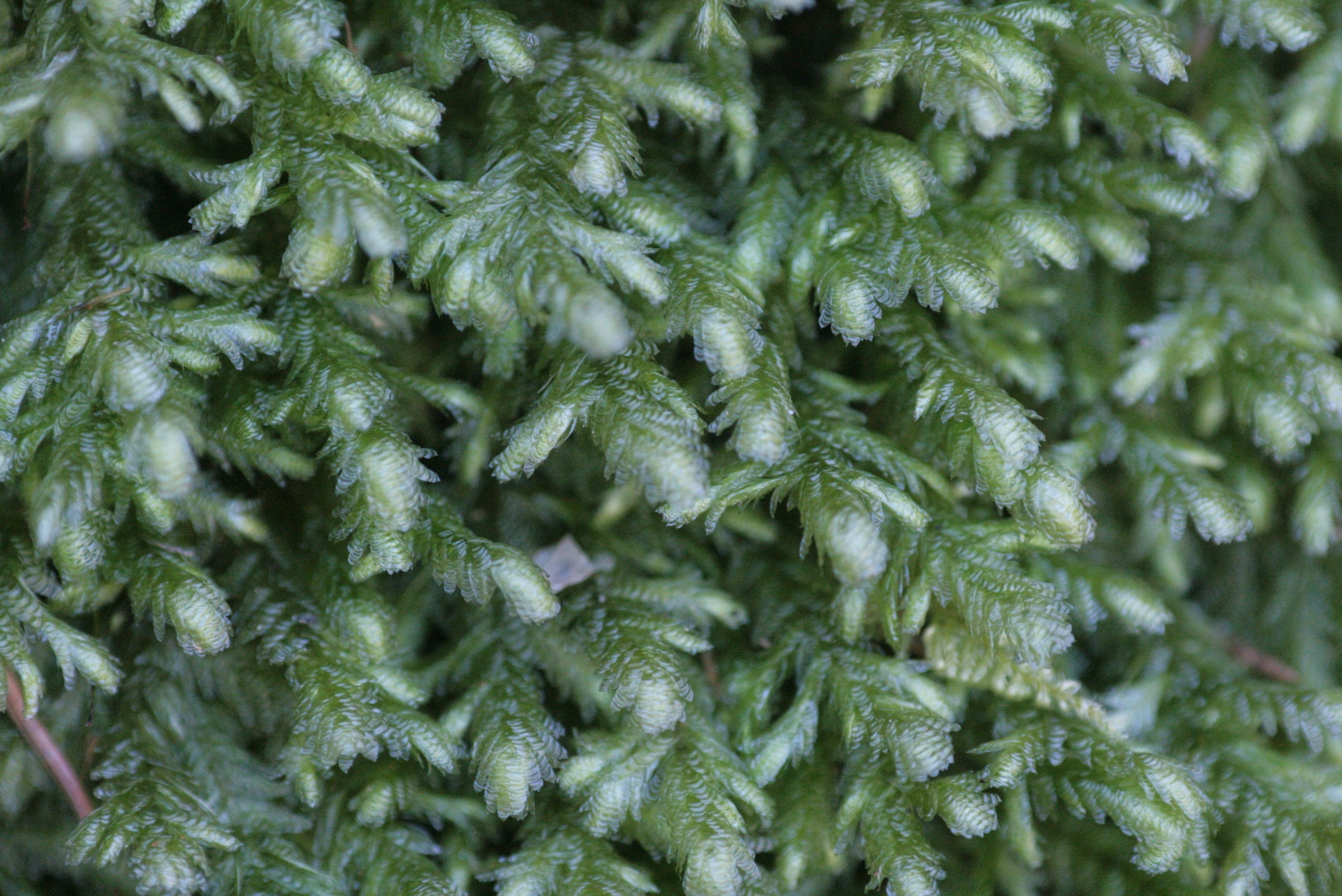
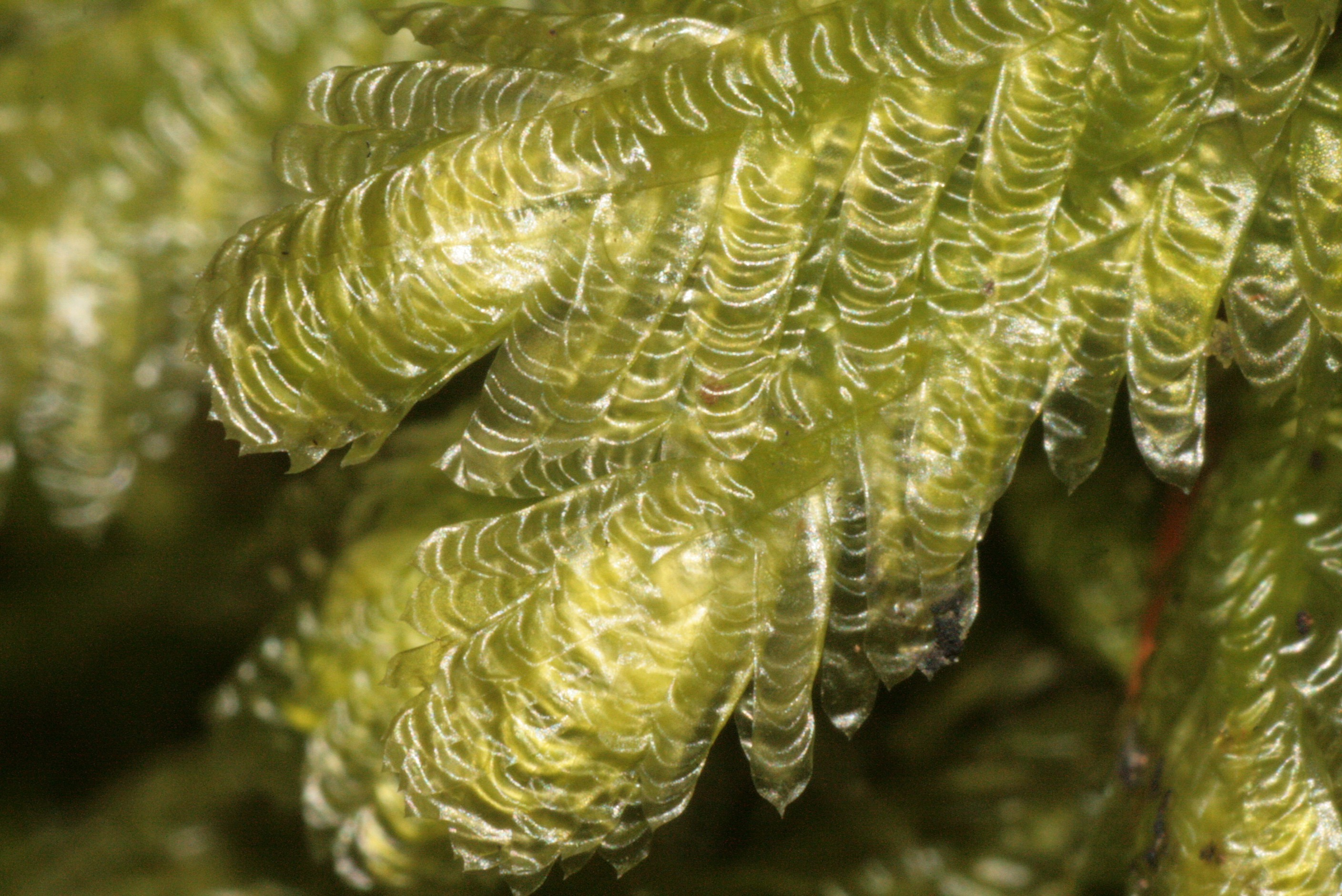